# Marlies Kalbhenn
Marlies Kalbhenn (* 27. März 1945 in Schötmar/Lippe als Marlies Höner) ist eine deutsche Schriftstellerin, Verlegerin und Buchhändlerin.

## Leben
Nachdem sie 1962 die Realschule mit der Mittlere Reife absolviert hatte, machte sie bis 1965 eine Ausbildung zur Buchhändlerin in Hamburg. Danach kehrte sie nach Westfalen zurück und heiratete 1971 Hans-Georg Kalbhenn. In  Münster war sie als Buchhändlerin und in einer Hochschulbibliothek tätig. 1974 zog sie nach Espelkamp in den Kreis Minden-Lübbecke, wo sie wiederum in einer Buchhandlung arbeitete. Anschließend war sie vierzig Jahre als freiberufliche VHS-Dozentin im Fachbereich Literatur tätig.
Von 1974 bis 2001 leitete sie ehrenamtlich eine Amateur-Theatergruppe und war von 1984 bis 2000 Mitglied im Presbyterium (Kirchenvorstand).
Im Jahr 1997 begann sie zu schreiben und publiziert seit 1999 Gedichte und Geschichten.
2010 gründete sie ihren eigenen, kleinen Verlag.

## Auszeichnungen
- 1990, 1995: Kulturpreis des Kreises Minden-Lübbecke für Amateurtheater
- 1999: 4. Platz des Wilhelm-Busch-Preises, Stadthagen für Helene
- 2002: Espelkamper Frauen-Power-Preis
- 2006: Europäischer Märchenpreis LITTLE (1. Platz Deutschland, 5. Europa)  für Das Märchen von den drei Frauen
- 2014: 1. Preis & Publikumspreis des Nordhessischen Literaturpreises[2]
- 2015: 2. Preis bei „Die Kunst der Einfachheit“, Lebenshilfe Berlin[3]
- 2015: 3. Preis bei „Bahngeschichten“, Deutsche Bahn und SZ[3]

## Schriften
- Freitag will ich nicht an Sonntag denken. Kunsthausverlag, Boddin 1999, ISBN 3-933274-31-1.
- Drei Nadeln im Baguette. Heiter-satirische Gedichte. Kunsthausverlag, Boddin 2001, ISBN 3-933274-41-9.
- Um zwölf Uhr bleibt die Zunge stehen. Eine ostwestfälische Kindheit in den 50er Jahren des 20. Jahrhunderts. Für Kinder ab ca. zehn Jahren und „Nichtkinder“. Kunsthausverlag, Boddin 2001, ISBN 3-933274-42-7.
- mit Herbert Höner: Zweimal Bescherung: ein anderes Weihnachtsbuch. Kunsthausverlag, Boddin 2002 ISBN 3-933274-43-5.
- Denn wer die artige Müllerin küsst. Kunsthausverlag, Boddin 2004.
- Mehr als gestern, weniger als morgen. Kunsthausverlag, Boddin 2004, ISBN 3-933274-49-4.
- Wer’s glaubt wird selig. Schubladengeschichten. Kunsthausverlag, Boddin 2005, ISBN 3-933274-58-3.
- Münster … mein halbes Herz ließ ich in dir. Hoener's Bureau, Münster 2008, ISBN 978-3-932959-68-4.
- Schau auf den Mond und den Wald und die Elbe. Geschichten und Gedichte. Kalbhenn, Espelkamp 2012, ISBN 978-3-9814018-5-1.

Herausgabe
- Denn wer die artige Müllerin küsst. Mühlentexte aus fünf Jahrhunderten. Kunsthausverlag, Boddin 2004, ISBN 3-933274-47-8.
- Heinrich Heine: Und sprachen von Liebe viel. Lyrik & Prosa. Kalbhenn, Espelkamp 2014, ISBN 978-3-9814018-7-5.